# Aage Frandsen
Aage Valdemar Harald Frandsen (Koppenhága, 1890. október 18. – Koppenhága, 1968. március 24.) olimpiai bajnok dán tornász.
Az 1920. évi nyári olimpiai játékokon indult tornában és a szabadon választott gyakorlatok csapatversenyben aranyérmes lett.
Klubcsapata a HG volt.